# لنگلات (پنسیلوانیا)
لنگلات (به انگلیسی: Langeloth) یک منطقهٔ مسکونی در ایالات متحده آمریکا است که در شهرستان واشینگتن، پنسیلوانیا واقع شده‌است. لنگلات ۷۱۷ نفر جمعیت دارد.